# Littérature dada
La littérature dada comprend l'ensemble des textes publiés au cours du mouvement dada, qui fut particulièrement actif entre 1917 et 1924. Cet ensemble comprend des poèmes, des récits, des textes théâtraux et des propositions théoriques. Cette littérature s'est surtout développée dans les mondes germanophones et francophones, mais a aussi eu une influence dans d'autres sphères linguistiques et culturelles. 
Elle s'organise autour de revues, comme la revue Dada créée en 1917 par Tristan Tzara, publiée à Zurich puis à Paris, ou encore la revue Littérature, dirigée par Louis Aragon, André Breton et Philippe Soupault de 1919 à 1924. La forme livre n'est pas celle qui est privilégiée dans un premier temps, les auteurs préférant souvent les interventions publiques, les textes publiés dans de petites revues d'avant-garde, souvent à petits tirages.

## En France
Les dadaïstes français écrivent tout d'abord dans des revues d'avant-garde comme SIC ou Nord-Sud, mais cherchent rapidement à fonder leur propre revue.  Louis Aragon, André Breton et Philippe Soupault fondent ainsi la revue Littérature en 1919. Une première série, de vingt numéros, est publiée de mars 1919 à août 1921. Une nouvelle série, de treize numéros, est publiée de mars 1922 à juin 1924. Les trois premiers numéros sont dirigés par Breton et Soupault ; les dix suivants, par Breton seul.
Malgré des positions parfois diverses, qui deviennent criantes lors de la scission entre dada et surréalisme en 1924, les membres d'alors se réunissent autour d'une volonté de table-rase de la littérature traditionnelle, et l'attrait pour les trois figures que sont Lautréamont, Alfred Jarry et Arthur Rimbaud.

## Esthétique et pratiques d'écriture

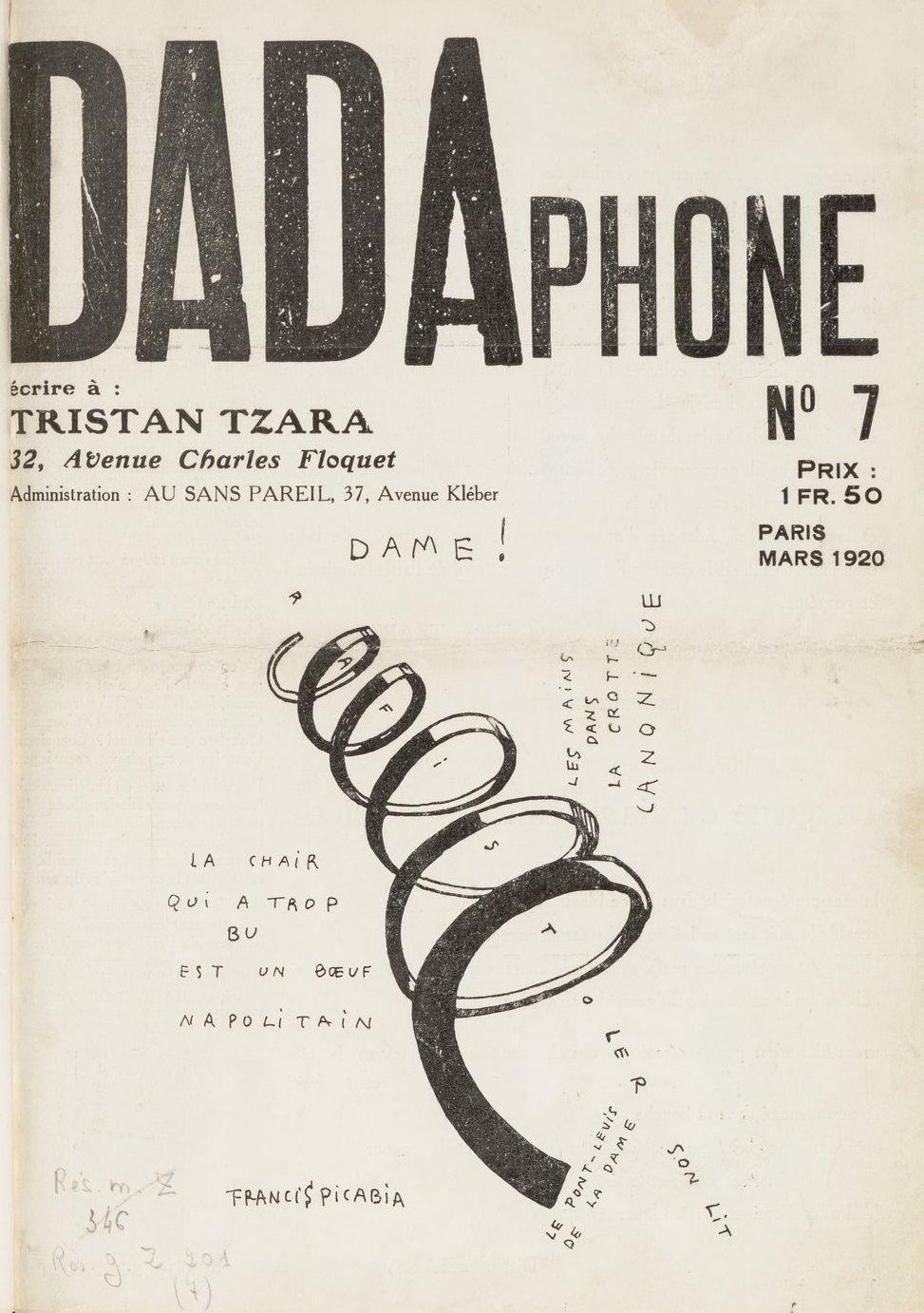
Édition de mars 1920 de la revue DADA, dirigée par Tristan Tzara.

Les membres du mouvement dada s'inscrivent dans une rupture avec la littérature et la culture classiques. Selon André Breton, il s'agit avant tout de régler son compte au « bourrage de crâne » qui avait eu lieu à l'arrière lors de la Première guerre mondiale.
Au moment même où Marcel Duchamp remet en cause la forme de l'oeuvre d'art, les écrivains du mouvement dada remettent en cause la forme-livre comme fondement de la littérature. 

## Livres dada
- Arthur Cravan, Maintenant, Paris, 1915.
- Walter Serner, Dernier relâchement : manifeste dada, Lugano, 1918.
- Tristan Tzara, Vingt-cinq poèmes, 1918.
- André Breton et Philippe Soupault, Les Champs magnétiques, Paris, 1919.
- Kurt Schwitters, Anna Blume, 1919.
- Kurt Schwitters, MERZ, 1919.
- Richard Huelsenbeck, Almanach dada !, Berlin, 1919.
- Francis Picabia, Jésus-Christ rastaquoère, Paris, 1920.
- Tristan Tzara, Lampisteries
- Raoul Haussmann, Hourra ! Hourra ! Hourra !, Berlin, 1921.
- Clément Pansaers, Bar Nicanor, Bruxelles, 1921.
- Kurt Schwitters, Augustus Bolte, Berlin, 1923.
- William Carlos Williams, Le Printemps et le reste, New York, 1923.
- André Breton, Les Pas perdus, Paris, 1924.
- Tristan Tzara, Sept manifestes DADA, Paris, 1924.